# 佐々木大輔 (プロデューサー)
佐々木 大輔（ささき だいすけ、1976年4月21日 - ）は、日本の北海道函館市出身のファッション関連クリエイティブディレクター兼プロデューサー。
クリエイティブコンサルティング DSLDO 主宰。

## 人物
主な仕事として、札幌コレクションの総合プロデュース。2017年度はHamee社が手がけるiFaceのコラボレーションを人気モデルemmaと実現させる。
2010年には開業までにカード会員20万人の獲得を目指す博多阪急の開業コミュニュケーションを統括するプロデューサーとして活躍。
演出も行い大草直子編集長のmi-molletファッションショー、ViVi Nightなどを手がけた。
Fred Segalが日本にオープンする際のバイヤーとしてニューヨーク、パリとの交渉も行うなど、ファッション領域におけるマルチクリエーターでもある。
DSLDOのプロデュース部門ではクライアントのブランディングからCMやPV、各種広告ツールの製作、ディレクションを行う。

## 経歴
北海道函館市で生まれる。函館ラ・サール高等学校卒業。セレクトショップのバイヤーを経て、2000年に札幌市で自身のセレクトショップをオープン 。
2006年から毎年開催されている札幌コレクション（2015年度動員9700名）の総合プロデューサー。
WWD JAPANが選ぶ「2010年の注目の業界人14人」に選出。